# 미국의 파나마 침공
미국의 파나마 침공, 작전명 저스트 커즈 작전(Operation Just Cause, "정당한 대의")은 1989년 12월 20일 미국이 파나마를 침공하여 정권을 교체한 사건이다. 명분은 조직범죄와 마약 혐의로 수배 중이던 당시 파나마의 사실상의 통치자 마누엘 노리에가 장군을 체포하는 것이었다. 미군 병력 2만 4,000명이 투입되었으며, 1990년 1월 말 노리에가 장군이 투항하면서 마무리되었다. 이후 파나마 방위군(PDF)은 해체되었고, 대통령 당선자 기예르모 엔다라가 뒤를 이어 취임했다.
노리에가는 미국 중앙정보국 등 미국 정보기관과 깊은 연관을 맺어왔으나 1980년대 사실상 정권을 장악한 이후 우고 스파다포라의 암살, 니콜라스 아르디토 바를레타 대통령의 해임 등으로 미국과 관계가 틀어지기 시작했다. 이후 그의 마약 범죄 활동과 스파이 기관과의 연계가 밝혀지면서 1988년 미국 대배심에 기소되기에 이르렀다. 로널드 레이건 정부는 그의 사임을 위해 협상을 시도했으나 실패했고, 노리에가는 1989년 야당 후보 기예르모 엔다라가 승리한 것으로 추정되는 총선 결과를 무효화하는 등 독재의 길을 굳혔다. 조지 H. W. 부시 정부는 운하 지대에 주둔하는 미군 병력을 강화하며 그를 견제했다. 미 해군 장교가 파나마 방위군의 바리케이드에서 총에 맞아 숨지는 사건이 벌어진 이후 부시 대통령은 파나마 침공 계획을 승인했다.
12월 20일 미국의 파나마 침공이 개시되었고, 파나마군은 빠르게 압도당했지만 작전은 몇 주 동안 지속되었다. 야당 대표 엔다라는 침공이 시작된 직후 대통령으로 취임을 선언했다. 노리에가는 체포를 피해 다니다가 파나마 시의 교황청 영사관으로 피난한 끝에 1990년 1월 3일 투항하였다. 그는 미국으로 이송되어 재판에서 유죄 판결을 받았으며 40년 징역형을 선고받았다.
펜타곤은 침공 동안 314명의 군인과 202명의 민간인을 포함해 516명의 파나마인이 사망했다고 추산했다. 미국인은 총 23명의 군인과 3명의 민간인이 사망했다. 유엔 총회, 미주 기구, 유럽 의회는 이 침공을 국제법 위반으로 비난했다. 미국의 파나마 침공은 외국의 강압에 의한 정권 교체를 통해 장기적으로 안정된 민주화가 이루어진 드문 사례로 여겨진다.

## 같이 보기
- 저스트 커즈 작전의 전투 서열